# 全国ちびっこ特ダネ合戦
『全国ちびっこ特ダネ合戦』（ぜんこくちびっことくダネがっせん）は、1977年4月1日にテレビ朝日系列局で特別番組として放送されたトーク番組・クイズ番組である。

## 概要
大人も驚く特技・体験・秘密を持つ子供たちを全国から寄せ集め、紅白それぞれのチームに分かれたタレント解答者たちがその秘密を当てていくことをコンセプトにした特別番組である。
同日をもってテレビ朝日が「日本教育テレビ」（NETテレビ）から「全国朝日放送」（テレビ朝日）へと社名変更したのを記念して編成された「テレビ朝日誕生記念番組」の1つであるが、その内容は、当時日本テレビ系列局で放送されていた『東芝ファミリーホール特ダネ登場!?』と全く同じもので、特に「司会が押阪忍」「男女対抗」という形式が全く同じであった。
なお、この後の20:00からは『ワールドプロレスリング』（アントニオ猪木×ジョニー・パワーズ）放送のために記念番組は一旦中断となり、『ワールドプロレスリング』終了後の21:00から次の記念番組『オールスター春の東西対抗歌合戦!!』が放送された。

## 放送時間
- 金曜 19:00 - 20:00 (JST)
  - 19:00の『キャンディ・キャンディ』は休止、19:30の『がんばれ!!ロボコン』は既に終了、そして翌週4月8日に『ロボット110番』がスタートした。

## 出演者

### 司会
- 押阪忍（元NETアナウンサー）

### 紅組解答者
- 宮城まり子
- 由紀さおり
- 斎藤こず恵
- マッハ文朱

### 白組解答者
- ロイ・ジェームス
- 坂本九
- 宮脇康之（現・宮脇健）
- 龍虎